# بريم لال جوشي
بريم لال جوشي (مواليد 4 فبراير 1952 في غاروال، الهند) أستاذ محاسبة هندي ورئيس مجلس إدارة مركز التميز في أداء الأعمال في جامعة ملتميديا ماليزيا. بريم مؤسس والمحرر الفخري للمجلة الدولية للمحاسبون القانونيون وتقييم الأداء ومؤسس ومدير تحرير المجلة الأفرو آسيوية فس الشئون المالية والمحاسبة ومحرر مشارك في المجلة الدولية للتمويل والدراسات المحاسبة بأستراليا. بالإضافة إلى كتبه فقد نشر أكثر من 100 ورقة بحثية في المجلات الدولية المعتمدة في مجال المحاسبة ومناطق متعددة التخصصات في جميع أنحاء العالم.

## النشأة والتعليم
حصل جوشي على درجة الدكتوراه في التجارة (المالية والمحاسبة) من جامعة جارهوال بالهند في عام 1981 ودرجة الماجستير في التجارة من جامعة دلهي في عام 1975. وحصل على زمالة معلم من قبل المجلس الهندي للعلوم الاجتماعية والبحوث بنيودلهي في عام 1979.

## المسيرة الأكاديمية
خلال الثمانينات كان يعمل في جامعة جارهوال ولعب دورا في تأسيس كلية التجارة.
أسس وكان رئيس تحرير المجلة الدولية للمحاسبة والتدقيق وتقييم الأداء والمجلة الأفرو آسيوية للمالية والمحاسبة ومحرر مشارك في المجلة الدولية للتمويل والدراسات المحاسبة بأستراليا وقد نشر أكثر من 85 ورقة بحثية في مجال المحاسبة ومناطق متعددة التخصصات في المجلات الدولية المعتمدة. يحتل المركز 627 في تصنيف جوجل سكولار. تم الاستشهاد أحد أوراقه في المحاسبة الإدارية لأكثر من 167 مرة. اثنان من كتبه في مجال المحاسبة تم تأليفهما بالتشاور مع وزارة التربية والتعليم البحرينية لتدريسها لطلاب المرحلة الثانوية.
كان عضوا في لجنة تكنولوجيا المعلومات من 2005 إلى 2006 ونائب رئيس لجنة التدقيق الهندية من 1991 إلى 1992. كان أيضا عضوا في جمعية المحاسبة الأوروبية من 1995 إلى 2012. في عام 2007 اعترف به زميلا أكاديميا من قبل جمعية المحاسبين الدولية بالمملكة المتحدة.

## الإنجازات والجوائز
حصل على جائزة سردار باتيل الدولية وجائزة قش الهند وجائزة راجيف غاندي للتميز في التعليم وجائزة بهارات غوراف وجائزة معهد الهنود غير المقيمين للتميز.

## المؤلفات
1. المحاسبة المالية الأول والثاني (شارك في التأليف: لطيفة وغيرها)، نشرتها وزارة التربية والتعليم بمملكة البحرين عام 2003 (كان الكتاب بالتشاور مع فريق اليونسكو).
2. تقنيات الميزانية الصفرية: النص والحالات، هيمالايا للنشر، 1988، مومباي، الهند.
3. صفر: التكنولوجيا القائمة على الموازنة في الحكومة، ديب ودورف للنشر، 1986، نيودلهي، الهند.
4. تأجير سن الرشد: المشهد الهندي، أمريتا النشر، 1985، مومباي، الهند.
5. التمويل المؤسسي في الهند، ديب وديب للمنشورات، 1984، نيودلهي، الهند.
6. مقدمة الموازنة الصفرية، ديب ديب للنشر، 1984، نيودلهي، الهند.